# Топ-50 (рейтинг суперкомпьютеров СНГ)
Топ-50 — рейтинг суперкомпьютеров СНГ, созданный НИВЦ МГУ и МСЦ РАН в декабре 2004 года по аналогии с общемировым рейтингом TOP500. Основой для рейтинга являются результаты исполнения теста Linpack (HPL), решающего большие СЛАУ методом LU-разложения. Список строится на основании данных, присланных организаторам списка. Обновление списка происходит два раза в год, весной и осенью, со сдвигом в 1 квартал относительно TOP500. Очередная редакция рейтинга объявляется научных конференциях: «Суперкомпьютерные дни в России» и «Параллельные вычислительные технологии (ПаВТ)».

## История
В связи с тем, что общемировой рейтинг Top500 недостаточно точно отражал состояние отрасли высокопроизводительных вычислений в России и действительное положение вещей на российском рынке, в декабре 2004 года совместными усилиями российской компании «Т-Платформы», МСЦ Российской Академии наук и Научно-исследовательского вычислительного центра (НИВЦ) МГУ им. М. В. Ломоносова был создан рейтинг Топ-50 самых мощных суперкомпьютеров России и СНГ. Так же, как и в случае с TOP500, в основу рейтинга Топ-50 лёг тест Linpack, отражающий скорость решения системы линейных уравнений.
Поскольку непременным условием участия в рейтинге является наличие открытой информации о системе, некоторые российские суперкомпьютеры в него попадали. Так, в 2011 году первую позицию в Топ-50 занял суперкомпьютер «Ломоносов», созданный компанией «Т-Платформы» в 2009 году, пиковая производительность которого после модернизации достигла 510 Тфлопс, в то время как в рейтинг не был включён суперкомпьютер, установленный в Саровском ядерном центре (РФЯЦ ВНИИЭФ), производительность которого, по сообщению представителя госкорпорации «Росатом», составила 780 Тфлопс. При этом в «Росатоме» заявили, что не планируют подавать свою систему ни в Топ-50, ни в Топ-500.

## Статистика
Суммарная производительность для первых 5 в марте 2015 года составляла 4 ПФлопс (на тестах Linpack) и 6,2 ПФлопс (теоретическая пиковая, которую могло бы обеспечить оборудование), а в 33 редакции рейтинга (сентябрь 2020 года) — 12 ПФлопс и 17 ПФлопс, соответственно. Суммарную производительность всех систем, попавших в рейтинг, в марте 2015 года составляла 6,8 ПФлопс (тест linpack) и 10,8 ПФлопс (пиковая), а в сентябре 2020 года — 19,6 ПФлопс и 29,9 ПФлопс, соответственно. Тридцать третья редакция списка Тор50 продемонстрировала небольшое падение производительности суперкомпьютеров России.
Лидер российского рейтинга, Червоненкис во всемирном рейтинге Top500 от июня 2025 года занимает 75 место в мире.

### Россия
| Место | Rmax / Rpeak (PFLOPS) | Принадлежность | Название       | Год создания |
| ----- | --------------------- | -------------- | -------------- | ------------ |
| 75    | 21,530 / 29,415       | Яндекс         | Червоненкис *  | 2021         |
| 102   | 16,020 / 20,636       | Яндекс         | Галушкин *     | 2021         |
| 120   | 12,810 / 20,029       | Яндекс         | Ляпунов *      | 2020         |
| 125   | 11,950 / 14,909       | Сбербанк       | Кристофари Нео | 2021         |
| 201   | 6,669 / 8,790         | Сбербанк       | Кристофари *   | 2019         |
| 495   | 2,478 / 4,947         | МГУ            | Ломоносов-2    | 2018         |

* Червоненкис, Галушкин, Ляпунов — фамилии выдающихся советских и российских ученых.
** Кристофари — владелец первой Сберегательной книжки в истории России.
Суперкомпьютер Национального центра управления обороной России, имеющий производительность на уровне 16 петафлопс и по утверждению компетентных лиц на 2019 год являлся самым мощным военным суперкомпьютером в мире, не участвует в рейтинге Top500. Тем не менее по факту на ноябрь 2021 года является третьим по производительности суперкомпьютером в России.

## Рейтинг
| Рейтинг 38 редакции от 28 марта 2023 года | Рейтинг 38 редакции от 28 марта 2023 года               | Рейтинг 38 редакции от 28 марта 2023 года                         | Рейтинг 38 редакции от 28 марта 2023 года | Рейтинг 38 редакции от 28 марта 2023 года | Рейтинг 38 редакции от 28 марта 2023 года | Рейтинг 38 редакции от 28 марта 2023 года |
| №                                         | Местонахождение                                         | Наименование                                                      | Год создания                              | CPU / ядер                                | Архитектура | TFlops (Linpack/Пиковая)                  |
| ----------------------------------------- | ------------------------------------------------------- | ----------------------------------------------------------------- | ----------------------------------------- | ----------------------------------------- | --- | ----------------------------------------- |
| 1                                         | Яндекс, Сасово                                          | Червоненкис                                                       | 2021                                      | 197408                                    | AMD EPYC 7702, NVIDIA A100 | 21530 / 29415                             |
| 2                                         | Яндекс, Владимир                                        | Галушкин                                                          | 2021                                      | 134912                                    | AMD EPYC 7702, NVIDIA A100 | 16020 / 20636                             |
| 3                                         | Яндекс, Сасово                                          | Ляпунов                                                           | 2020                                      | 135904                                    | AMD EPYC 7662, NVIDIA A100 | 12810 / 20029                             |
| 4                                         | SberCloud (ООО «Облачные технологии»), Сбербанк, Москва | Кристофари Нео                                                    | 2021                                      | 98208                                     | AMD EPYC 7742, NVIDIA A100 | 11950 / 14909                             |
| 5                                         | SberCloud (ООО «Облачные технологии»), Сбербанк, Москва | Кристофари                                                        | 2019                                      | 1200 / 99600                              | Intel Xeon Platinum 8168 24C 2.7GHz, NVIDIA Tesla V100 | 6669 / 8790                               |
| 6                                         | Москва, МГУ                                             | Ломоносов-2                                                       | 2018                                      | 1856 / 64384                              | 1536: 1x Intel Xeon E5-2697v3, 64 GB RAM; Acc: 1x NVIDIA Tesla K40M 160: 1x Intel Xeon Gold 6126, 96 GB RAM; Acc: 2x NVIDIA Tesla P100 | 2478 / 4947                               |
| 7                                         | Лыткарино, МТС                                          | МТС GROM                                                          | 2021                                      | 160 / 19840                               | 20: 2x AMD EPYC 7742, 1024 GB RAM Acc: 8x NVIDIA NVIDIA A100 40GB | 2258 / 3012                               |
| 8                                         | Москва, ФГБУ «ГВЦ Росгидромета»                         |                                                                   | 2018                                      | 1952 / 35136                              | 976: 2x Intel Xeon E5-2697v4, 128 GB RAM | 1200 / 1293                               |
| 9                                         | Санкт-Петербург                                         | Политехник - РСК Торнадо, Суперкомпьютерный центр, ФГАОУ ВО СПбПУ | 2017                                      | 128 / 27608                               | 625: 2x Intel Xeon E5-2697v3, 64 GB RAM 56: 2x Intel Xeon E5-2697v3, 64 GB RAM; Acc: 2x NVIDIA Tesla K40 54: 2x Intel Xeon E5-2697v3, 128 GB RAM 30: 2x Intel Xeon Platinum 8268, 192 GB RAM 2: 2x Intel Xeon Gold 6248R, 768 GB RAM; Acc: 8x NVIDIA Tesla V100 51: 2x Intel Xeon Gold 6248R, 192 GB RAM 3: 2x Intel Xeon E5-2697v3, 256 GB RAM                                                                   | 971 / 1521                                |
| 10                                        | Москва, Высшая школа экономики                          | cHARISMa                                                          | 2019                                      | 166 / 17520                               | 16: 2x Intel Xeon Gold 6152, 768 GB RAM; Acc: 4x NVIDIA Tesla V100 10: 2x Intel Xeon Gold 6152, 1536 GB RAM; Acc: 4x NVIDIA Tesla V100 6: 2x Intel Xeon Gold 6152, 768 GB RAM 2: 2x Intel Xeon Gold 6152, 768 GB RAM; Acc: 1x NVIDIA Tesla P40 3: 2x Intel Xeon Gold 6240R, 768 GB RAM; Acc: 4x NVIDIA Tesla V100 11: 2x Intel Xeon Gold 6248R, 384 GB RAM 6: 2x AMD EPYC 7702 , 1024 GB RAM; Acc: 8x NVIDIA A100 | 927 / 2027                                |
| 11                                        | Москва, ФГБУН МСЦ РАН                                   | МВС-10П ОП2                                                       | 2020                                      | 498 / 11256                               | 58: 2x Intel Xeon Gold 6154, 192 GB RAM 51: 2x Intel Xeon Platinum 8268, 192 GB RAM 140: 2x Intel Intel Xeon Gold 6248R, 192 GB RAM | 759 / 1073                                |
| 12                                        | Москва, Курчатовский институт                           |                                                                   | 2018                                      | 1194 / 13376                              | 2: 2x Intel Xeon E5-2640 v4, 64 GB RAM Acc: 8x NVIDIA Tesla V100 60: 2x Intel Xeon E5-2680v4, 128 GB RAM 364: 2x Intel Xeon E5-2680v3, 128 GB RAM 23: 2x Intel Xeon E5-2680v3, 128 GB RAM Acc: 3x NVIDIA Tesla K80 148: 2x Intel Xeon E5-2650v2, 128 GB RAM Acc: 2x NVIDIA Tesla K80 | 756 / 1235                                |
| 13                                        | Москва, Сколковский институт науки и технологий         | ZHORES CDISE Cluster                                              | 2018                                      | 172 / 2296                                | 2: 2x Intel Xeon Gold 6136, 256 GB RAM 4: 4x Intel Xeon Gold 6134, 192 GB RAM 2: 2x Intel Xeon Gold 6134, 384 GB RAM 4: 2x Intel Xeon Gold 6136, 192 GB RAM 26: 2x Intel Xeon Gold 6140, 384 GB RAM Acc: 4x NVIDIA Tesla V100 44: 2x Intel Xeon Gold 6136, 192 GB RAM | 496 / 1012                                |
| 14                                        | Москва, Тинькофф банк                                   | Колмогоров                                                        | 2019                                      | 20 / 360                                  | 10: 2x Intel Xeon Gold 6154, 384 GB RAM Acc: 8x NVIDIA Tesla V100 | 419 / 659                                 |
| 15                                        | Москва, ФГБУН МСЦ РАН                                   | МВС-10П                                                           | 2016                                      | 416 / 3328                                | 208: 2x Intel Xeon E5-2690, 80 GB RAM Acc: 2x Intel Xeon Phi 7110X | 383 / 524                                 |

Первая редакция рейтинга была опубликована 7 декабря 2004 года. Каждые полгода публиковалась новая редакция рейтинга.
Последняя (38-я) редакция опубликована 28 марта 2023 года. По состоянию, на 4 июля 2025 года, согласно заявлению на новостной странице сайта рейтинга, его составителями было принято решение временно приостановить публикацию новых редакций рейтинга. 